# Estados Unidos en los Juegos Olímpicos de Londres 2012
Estados Unidos estuvo representado en los Juegos Olímpicos de Londres 2012 por un total de 530 deportistas, 262 hombres y 268 mujeres, que compitieron en 31 deportes.
La portadora de la bandera en la ceremonia de apertura fue la esgrimidora Mariel Zagunis.

## Medallistas
El equipo olímpico estadounidense obtuvo las siguientes medallas:
| Nombre | Deporte                    | Competición                    |
| --- | -------------------------- | ------------------------------ |
| Oro |                            |                                |
| Allyson Felix | Atletismo                  | 200 m F                        |
| Sanya Richards-Ross | Atletismo                  | 400 m F                        |
| Lashinda Demus | Atletismo                  | 400 m vallas F                 |
| Tianna Madison Allyson Felix Bianca Knight Carmelita Jeter Jeneba Tarmoh Lauryn Williams                                  | Atletismo                  | 4 × 100 m F                    |
| DeeDee Trotter Allyson Felix Francena McCorory Sanya Richards-Ross Keshia Baker Diamond Dixon                             | Atletismo                  | 4 x 400 m F                    |
| Jenn Suhr | Atletismo                  | Salto con pértiga F            |
| Brittney Reese | Atletismo                  | Salto de longitud F            |
| Aries Merritt | Atletismo                  | 110 m vallas M                 |
| Erik Kynard | Atletismo                  | Salto de altura M              |
| Christian Taylor | Atletismo                  | Triple salto M                 |
| Ashton Eaton | Atletismo                  | Decatlón M                     |
| Equipo | Baloncesto                 | Torneo F                       |
| Equipo | Baloncesto                 | Torneo M                       |
| Claressa Shields | Boxeo                      | 75 kg F                        |
| Kristin Armstrong | Ciclismo en ruta           | Contrarreloj F                 |
| Equipo | Fútbol                     | Torneo F                       |
| Aly Raisman | Gimnasia                   | Suelo F                        |
| Gabby Douglas | Gimnasia                   | Concurso completo ind. F       |
| Gabby Douglas Jordyn Wieber Aly Raisman Kyla Ross McKayla Maroney                                                         | Gimnasia                   | Concurso completo por eqs. F   |
| Jordan Burroughs | Lucha libre                | 74 kg M                        |
| Jacob Varner | Lucha libre                | 96 kg M                        |
| Allison Schmitt | Natación                   | 200 m libre F                  |
| Katie Ledecky | Natación                   | 800 m libre F                  |
| Missy Franklin | Natación                   | 100 m espalda F                |
| Missy Franklin | Natación                   | 200 m espalda F                |
| Rebecca Soni | Natación                   | 200 m braza F                  |
| Dana Vollmer | Natación                   | 100 m mariposa F               |
| Missy Franklin Dana Vollmer Shannon Vreeland Allison Schmitt Lauren Perdue Alyssa Anderson                                | Natación                   | 4 × 200 m libre F              |
| Missy Franklin Rebecca Soni Dana Vollmer Allison Schmitt Rachel Bootsma Breeja Larson Claire Donahue Jessica Hardy        | Natación                   | 4 × 100 m estilos F            |
| Nathan Adrian | Natación                   | 100 m libre M                  |
| Matt Grevers | Natación                   | 100 m espalda M                |
| Tyler Clary | Natación                   | 200 m espalda M                |
| Michael Phelps | Natación                   | 100 m mariposa M               |
| Michael Phelps | Natación                   | 200 m estilos M                |
| Ryan Lochte | Natación                   | 400 m estilos M                |
| Ryan Lochte Conor Dwyer Ricky Berens Michael Phelps Charlie Houchin Matt McLean Davis Tarwater                            | Natación                   | 4 × 200 m libre M              |
| Matt Grevers Brendan Hansen Michael Phelps Nathan Adrian Nick Thoman Eric Shanteau Tyler McGill Cullen Jones              | Natación                   | 4 × 100 m estilos M            |
| Erin Cafaro Susan Francia Esther Lofgren Taylor Ritzel Meghan Musnicki Elle Logan Caroline Lind Caryn Davies Mary Whipple | Remo                       | Ocho con timonel (W8+) F       |
| David Boudia | Saltos                     | Plataforma 10 m M              |
| Serena Williams | Tenis                      | Individual F                   |
| Serena Williams Venus Williams                                                                                            | Tenis                      | Dobles F                       |
| Bob Bryan Mike Bryan | Tenis                      | Dobles M                       |
| Jamie Lynn Gray | Tiro                       | Rifle en 3 posiciones 50 m F   |
| Kim Rhode | Tiro                       | Skeet F                        |
| Vincent Hancock | Tiro                       | Skeet M                        |
| Kerri Walsh Jennings Misty May-Treanor                                                                                    | Vóley playa                | Torneo F                       |
| Equipo | Waterpolo                  | Torneo F                       |
| Kayla Harrison | Judo                       | –78 kg F                       |
| Plata |                            |                                |
| Carmelita Jeter | Atletismo                  | 100 m F                        |
| Dawn Harper | Atletismo                  | 100 m vallas F                 |
| Brigetta Barrett | Atletismo                  | Salto de altura F              |
| Leonel Manzano | Atletismo                  | 1500 m M                       |
| Galen Rupp | Atletismo                  | 10 000 m M                     |
| Jason Richardson | Atletismo                  | 110 m vallas M                 |
| Michael Tinsley | Atletismo                  | 400 m vallas M                 |
| Bryshon Nellum Joshua Mance Tony McQuay Angelo Taylor Manteo Mitchell                                                     | Atletismo                  | 4 x 400 m M                    |
| Will Claye | Atletismo                  | Triple salto M                 |
| Trey Hardee | Atletismo                  | Decatlón M                     |
| Sarah Hammer | Ciclismo en pista          | Omnium F                       |
| Sarah Hammer Dotsie Bausch Jennie Reed Lauren Tamayo                                                                      | Ciclismo en pista          | Persecución por eqs. F         |
| McKayla Maroney | Gimnasia                   | Salto de potro F               |
| Allison Schmitt | Natación                   | 400 m libre F                  |
| Rebecca Soni | Natación                   | 100 m braza F                  |
| Elizabeth Beisel | Natación                   | 400 m estilos F                |
| Haley Anderson | Natación en aguas abiertas | 10 km F                        |
| Cullen Jones | Natación                   | 50 m libre M                   |
| Nick Thoman | Natación                   | 100 m espalda M                |
| Michael Phelps | Natación                   | 200 m mariposa M               |
| Ryan Lochte | Natación                   | 200 m estilos M                |
| Nathan Adrian Michael Phelps Cullen Jones Ryan Lochte Jimmy Feigen Matt Grevers Ricky Berens Jason Lezak                  | Natación                   | 4 × 100 m libre M              |
| Kelci Bryant Abigail Johnston                                                                                             | Saltos                     | Trampolín 3 m sincronizado F   |
| Brady Ellison Jake Kaminski Jacob Wukie                                                                                   | Tiro con arco              | Equipo M                       |
| Equipo | Voleibol                   | Torneo F                       |
| Jennifer Kessy April Ross                                                                                                 | Vóley playa                | Torneo F                       |
| Bronce |                            |                                |
| Carmelita Jeter | Atletismo                  | 200 m F                        |
| DeeDee Trotter | Atletismo                  | 400 m F                        |
| Kellie Wells | Atletismo                  | 100 m vallas F                 |
| Janay DeLoach | Atletismo                  | Salto de longitud F            |
| Justin Gatlin | Atletismo                  | 100 m M                        |
| Will Claye | Atletismo                  | Salto de longitud M            |
| Reese Hoffa | Atletismo                  | Peso M                         |
| Marlen Esparza | Boxeo                      | 51 kg F                        |
| Georgia Gould | Ciclismo de montaña        | Campo a través F               |
| Courtney Hurley Kelley Hurley Maya Lawrence Susie Scanlan                                                                 | Esgrima                    | Espada por eqs. F              |
| Aly Raisman | Gimnasia                   | Barra de equilibrio F          |
| Danell Leyva | Gimnasia                   | Concurso completo ind. M       |
| Clarissa Chun | Lucha libre                | 48 kgF                         |
| Coleman Scott | Lucha libre                | 60 kg M                        |
| Tervel Dlagnev | Lucha libre                | 120 kg M                       |
| Elizabeth Beisel | Natación                   | 200 m espalda F                |
| Caitlin Leverenz | Natación                   | 200 m estilos F                |
| Missy Franklin Jessica Hardy Lia Neal Allison Schmitt Amanda Weir Natalie Coughlin                                        | Natación                   | 4 × 100 m libre F              |
| Peter Vanderkaay | Natación                   | 400 m libre M                  |
| Ryan Lochte | Natación                   | 200 m espalda M                |
| Brendan Hansen | Natación                   | 100 m braza M                  |
| Natalie Dell Kara Kohler Megan Kalmoe Adrienne Martelli                                                                   | Remo                       | Cuatro scull (W4X) F           |
| Charles Cole Scott Gault Glenn Ochal Henrik Rummel                                                                        | Remo                       | Cuatro sin timonel (M4-) M     |
| Troy Dumais Kristian Ipsen                                                                                                | Saltos                     | Trampolín 3 m sincronizado M   |
| David Boudia Nicholas McCrory                                                                                             | Saltos                     | Plataforma 10 m sincronizada M |
| Paige McPherson | Taekwondo                  | –67 kg F                       |
| Terrence Jennings | Taekwondo                  | –68 kg M                       |
| Lisa Raymond Mike Bryan                                                                                                   | Tenis                      | Dobles mixto                   |
| Matthew Emmons | Tiro                       | Rifle en 3 posiciones 50 m M   |
| Marti Malloy | Judo                       | –57 kg F                       |